# 1930 au Manitoba
Chronologie du Manitoba
- 1926
- 1927
- 1928
- 1929
- 1930
- 1931
- 1932
- 1933
- 1934

Cette page concerne des événements survenus en 1930 dans la province canadienne du Manitoba.

## Politique
- Premier ministre : John Bracken
- Chef de l'Opposition :
- Lieutenant-gouverneur : James Duncan McGregor
- Législature :

## Naissances
- 4 février : Reg Abbott (né à Winnipeg), joueur canadien de hockey sur glace.

- 24 avril : Étienne Gaboury, ou Étienne Joseph Gaboury, né à Bruxelles près de Winnipeg, architecte canadien.